# Michael Wiander
Michael Johan Sebastian Wiander, född 4 mars 1974 i Ekenäs i Finland, är en svensk barnboksförfattare. Han har bland annat skrivit bokserien om Dexter Olsson, som även satts upp som teaterpjäs. Vid sidan om författandet är Wiander även aktiv inom schack och skrivande för barn och unga.

## Biografi
Michael Wiander har en magisterexamen i företagsekonomi. Därefter arbetade han under många år med marknadsföring och rekrytering.

### Författarskap
Wiander debuterade år 2017 som författare, via boken Morfars hemlighet. Boken ingår i äventyrsserien om Dexter Olsson, som han 2017–2018 lanserade i egen regi. De första två böckerna publicerades av Visto förlag. I samband med säljframgångarna togs böckerna över av Stevali, som även gav ut den tredje boken i serien om Dexter Olsson.
I efterdyningarna av Netflix-succén Queen's Gambit gav Wiander ut bokserien Schackklubben Draken, del 1 Lång Rockad, på Idus Förlag 2021. Våren 2022 fortsatte Wiander sitt samarbete med Idus Förlag och gav ut Jättebjörnen Leonard samt Dexter Olsson-serien i reviderad nyutgåva. Första delen i nyutgåvan, med titeln En hemlig värld, släpptes i samband med bokmässan i Göteborg 2022 och andra delen, Flykten från Björnön, sommaren 2023. Tredje delen i nyutgåvan, I faraos skugga, gavs ut julen 2023, likt Schackklubben Draken del 2, En passant. Hösten 2023 sattes Dexter Olsson upp som teater i Finland.
2022 blev Wiander läsande förebild inom Läsrörelsen samt engagerade sig i nätverket Läslov. 2023 blev han ledare för barn- och ungdomsbokpodden Hela Norden läser, som spelades in i tolv avsnitt på uppdrag av Västnyländska kultursamfundet i Finland och med stöd från Nordiska ministerrådets kultur- och konstprogram. 
Våren 2024 släpptes den första delen i bokserien med mattema Franks restaurang tillsammans med illustratören Linnea Boxer. Hösten 2024 kom Wianders första lärobok i schack, Bronsdraken - Drakens Schackskola, del 1 i en serie schackböcker som är skrivna tillsammans med schackpedagogen och författaren Robert Danielsson.

### Andra aktiviteter, erkännande
Wiander är utbildad kock och schackspelare. Han vann 1989 SM (i kadettklassen) och stockholmsmästerskapen 1991. Han har också en bakgrund som juniorschacktränare och var under många år drivande inom Stockholms Schacksällskap där han ledde en av Sveriges största juniorsatsningar. I samband med utgivningen av serien Schackklubben Draken inledde Wiander ett långsiktigt samarbete med Sveriges Schackförbund. 2019 vann Wianders kokbok Marias kockskola Gourmand Awards Sverige i kategorin Sveriges bästa barnkokbok.
Wiander är även aktiv som föreläsare inom ledarskap och rekrytering, samt skrivande för barn. 2025 släpptes diktsamlingen Ungas tankar om livet - När känslor blir poesi, med dikter skrivna av elever i årskurs 4-9. I samband med detta instiftades även poesitävlingen Diktträdet som syftar till att uppmuntra barn och unga att skriva. Tävlingen äger rum årligen i oktober med prisutdelning på Sverigefinska skolan i Stockholm. Juryn består bland annat av representanter från Läsrörelsen, Idus förlag och Vi-skogen. Priset delas ut av Svenska Akademien.